# ماريا من غيمارايش
انفانتا ماريا من غيمارايش (12 أغسطس 1538- 7 سبتمبر 1577) زوجة ألساندرو فارنيزي دوق بارما في 11 نوفمبر 1565 وهي ابنة دوارتي دوق غيمارايش ابن مانويل الأول ملك البرتغال وهي شقيقة الكبرى لكاترين، دوقة براغانزا وكذلك هي حفيدة خايمي الأول دوق براغانزا ووالدة رانوتشيو فارنيزي دوق بارما والمطالب بالعرش البرتغالي خلال أزمة خلافة البرتغالية (1580).